# 青苔：死亡異域
《青苔：死亡異域》（韓語：이끼）是一部2010年上映的韓國犯罪電影，改編自尹胎鎬作家網路漫畫《苔藓》，由《實尾島風雲》、《公共之敵》系列的康祐碩導演執導，電影中的主要舞台「30年間隱蔽的村落」採用茂朱郡雪川面一帶約2萬坪腹地上所搭建的村落攝影棚。描述一名男子來到一個形同廢墟的村落調查父親死因，並在此與村落居民展開對立的故事。

## 劇情介紹
劉海國收到20年間斷絕往來的父親柳穆邢死去的消息，前往父親居住過的鄉村，這個村落30年間與外界隔絕，里長握有絕對權利，他的家就像君主的城堡，坐落於山丘上可眺望整個村落，但是卻給人陰森森的感覺。海國對於握有最高權力的里長，以及服從像神般里長的村民感到不解，於是開始調查父親的死因……

## 演員陣容
- 鄭在詠 飾 千龍德里長
- 朴海日 飾 劉海國
- 劉俊相 飾 朴民旭檢察官
- 裕　善 飾 李英智
- 許峻豪 飾 柳穆邢
- 柳海真
- 金相浩
- 金俊裴
- 姜信日
- 林丞大
- 鄭奎洙
- 李哲民

## 獎項
- 2010年 第31屆青龍電影獎 男主角獎（鄭在詠）
- 2010年 第19屆釜日電影獎 男主角獎（鄭在詠）
- 2010年 第18屆春史電影獎 最佳電影
- 2010年 第47屆大鐘獎 攝影獎

## 外部連結
- NAVER電影 （页面存档备份，存于）
- 韓國觀光公社（中文）
- 開眼電影網（中文）